# Vijzel (vermaler)

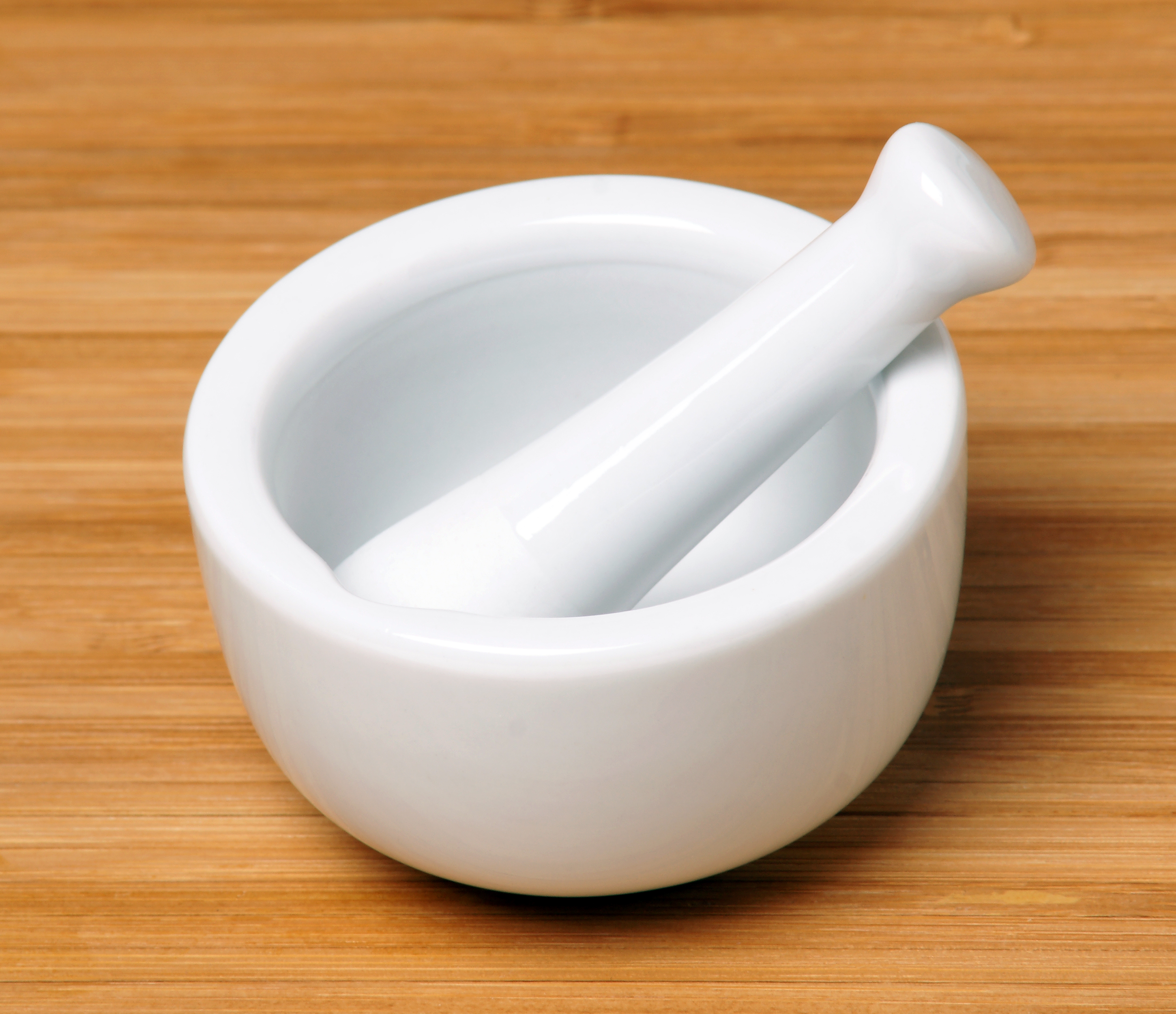
Een vijzel met stamper

Een vijzel of mortier is een beker met stamper die gebruikt wordt om te vermalen en vermengen. Hij wordt uit hard materiaal vervaardigd (steen, brons, koper, aardewerk of kristal) en heeft soms een gepolijste binnenzijde. In de keuken wordt de vijzel vooral veel gebruikt om kruiden fijn te malen, voor verder gebruik in sauzen, soepen, en marinades. In de Indonesische keuken wordt een vijzel cobek genoemd. Vijzels worden ook gebruikt om een likkepot te maken.
In chemische laboratoria werd de mortier gebruikt om stoffen tot poeder te malen. Voor dit gebruik is de mortier nu grotendeels vervangen door machinale vermalers; in apotheken wordt hij nog gebruikt voor sommige zogenaamde "magistrale bereidingen". De oudste apotheek van de lage landen (het Apotheekmuseum in Maaseik) heeft een verzameling oude mortieren.

## Afbeeldingen

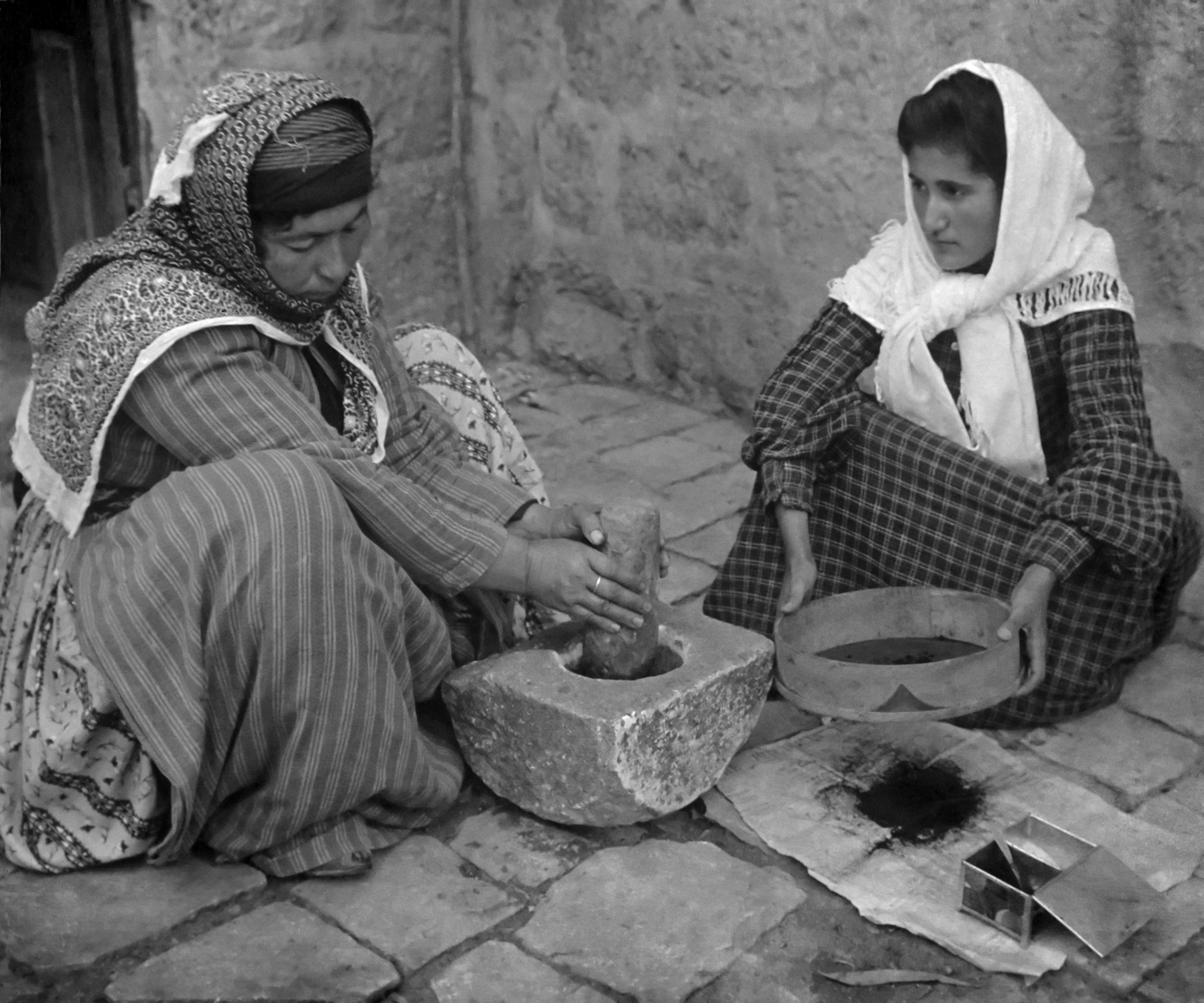
Palestijnse vrouwen vermalen koffie, 1905
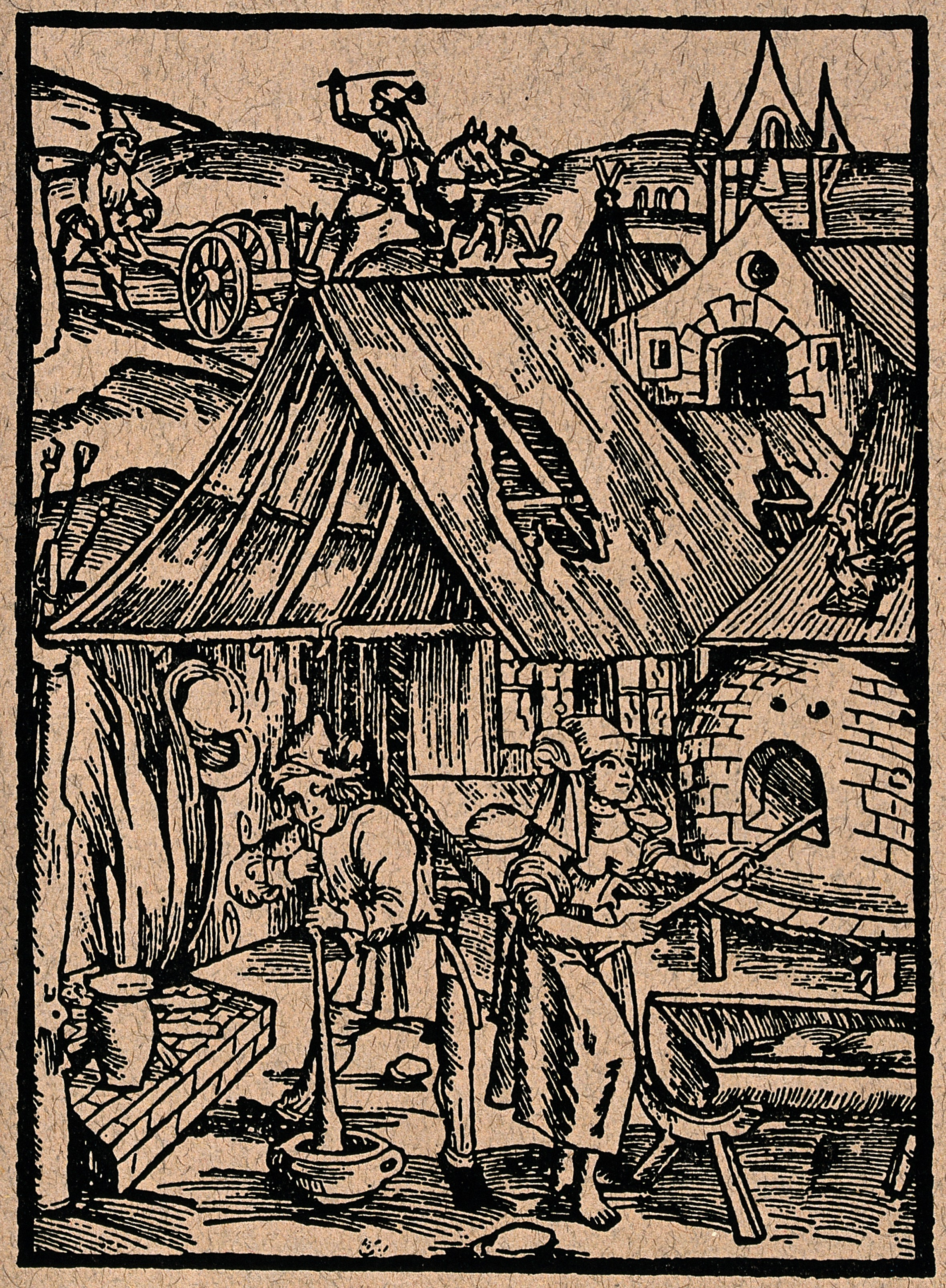
Vijzel bij een broodoven, omstreeks 1500
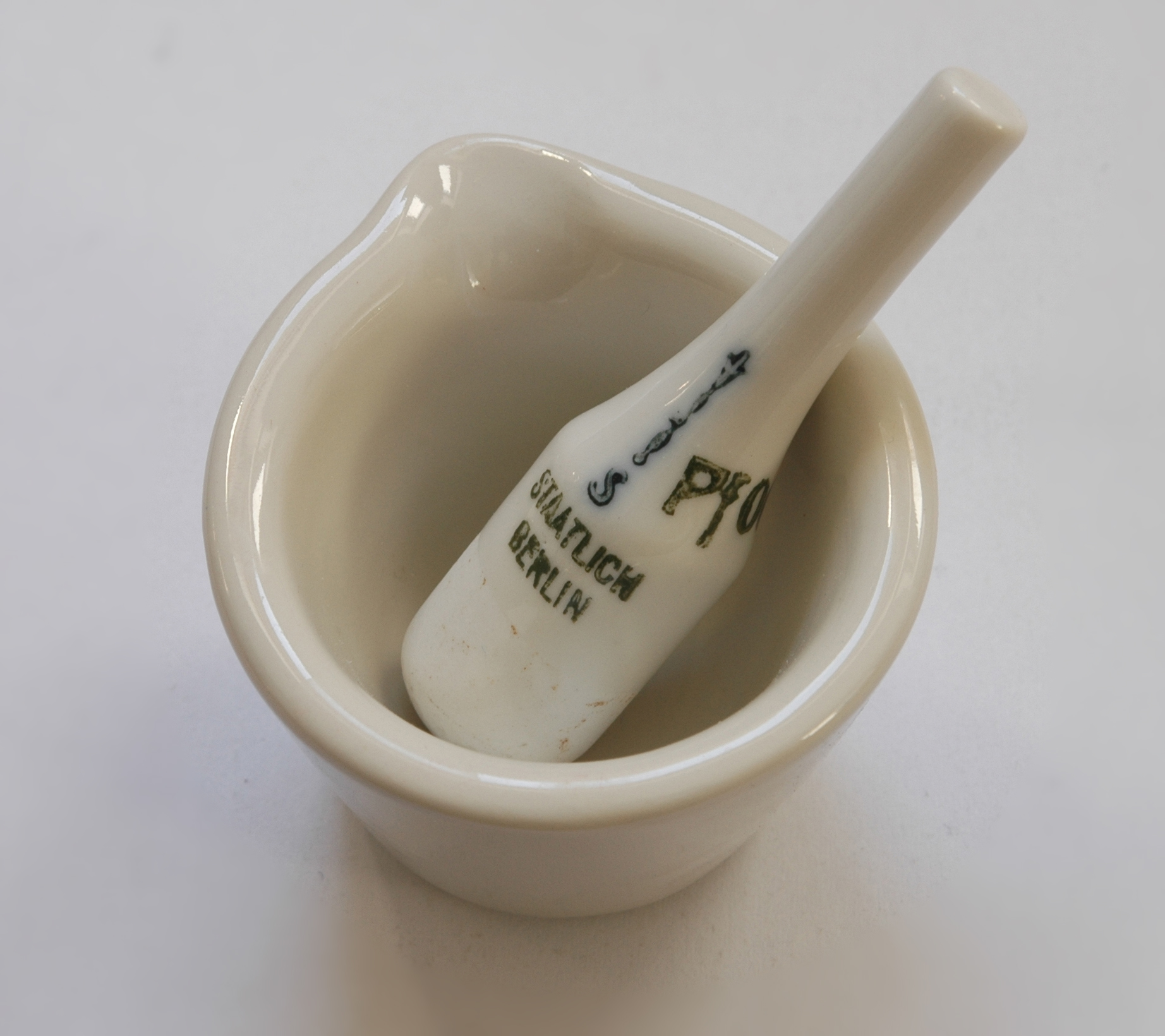
Mortier of vijzel uit porselein